# Semiothisa postrema
Semiothisa postrema là một loài bướm đêm trong họ Geometridae.